# Охридска кондика
Кондиката или Кодексът на Охридската архиепископия е църковна летописна книга на Охридската автокефална православна църква, започната в XVII век, която е важен извор за българската история. Началото на кондиката е поставено в 1667 година от архиепископ Мелетий II Охридски, както е видно по уводната бележка, в която документът е наречен Кондика на Свети Климент. От книгата са запазени 136 страници – откъснати са част от първите страници, но не е ясно колко, тъй като запазените нямат номерация. Записвани са синодални актове за избор на митрополити, писани предимно на лош гръцки език, а някои по изключение на български. Записвани са и други бележки.
Кондиката е преведена на български в XIX век от охридския учител Георги Бодлев, но по-късно този превод е унищожен. Запазена е от Петър Огненов. По-късно е издавана от Атанас Шопов и от Иван Снегаров.